# Бабуза

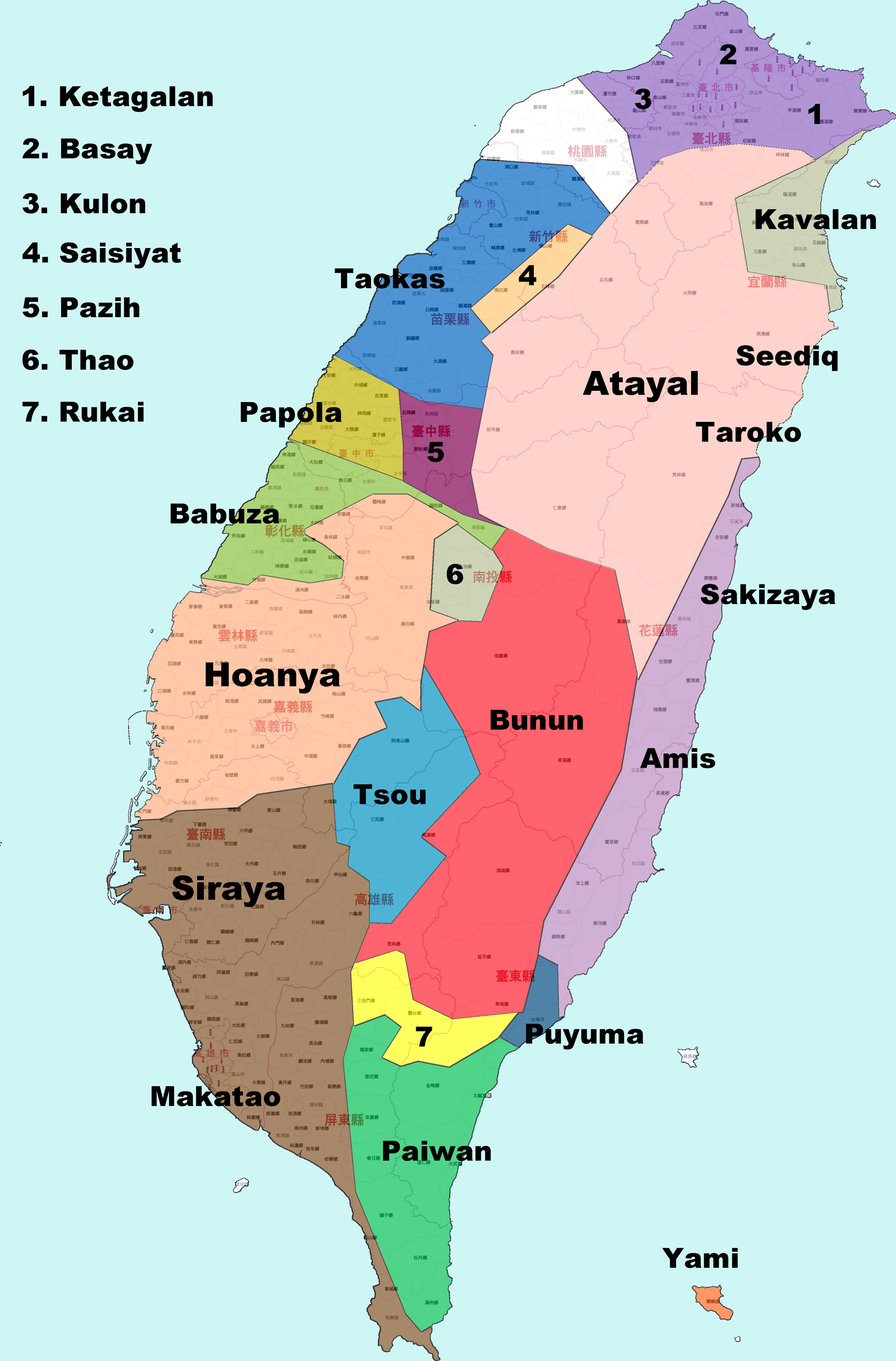
Народ Бабуза живе в районі середнього узбережжя Тайваню.

Бабуза (кит.: 巴布薩族 , раніше неправильно називався 貓霧捒族; піньїнь: Māowùshùzú) — тубільний народ Тайваню, який живе в основному в окрузі Чанхуа та навколо західної частини Центрального басейну Тайваню.